# Manuel de Santa Rita Barros
Manuel de Santa Rita Barros, T.O.R. (Lisboa, 31 de agosto de 1810 - Luanda, 3 de janeiro de 1862) foi um frei e prelado português da Igreja Católica, bispo de Angola e Congo.

## Biografia
Nascido em Lisboa, foi ordenado padre na Terceira Ordem Regular Franciscana em 2 de março de 1833. Foi pároco em Pinheiro Grande e vice-reitor do Seminário de Santarém.
Por decreto de 3 de maio de 1859, foi apresentado como bispo de Angola e Congo, sendo confirmado pela Santa Sé em 23 de março de 1860. Foi consagrado no Seminário de Santarém em 26 de agosto de 1860, pelo cardeal-patriarca Manuel Bento Cardeal Rodrigues da Silva, C.R.S.J.E., coadjuvado por Dom Sebastião da Anunciação Gomes de Lemos, O.C.D. e Joaquim Moreira Reis, O.S.B., bispos-eméritos de Angola e Congo.
Tomou posse da diocese por procuração em 14 de abril de 1861 e chegou a Luanda em 2 de setembro do mesmo ano, fazendo sua entrada solene no dia 4 do mesmo mês. Levou consigo cónegos, seminaristas, professores e párocos, tendo em vista a situação deixada pelo seu antecessor. Reabriu o Seminário de Luanda no antigo Colégio dos Jesuítas para aumentar o número de sacerdotes na diocese.
Faleceu em 3 de janeiro de 1862, em Luanda, pouco mais de 3 meses depois de aportar em Angola, vitimado pela febre amarela.